# アルネ・マイアー
アルネ・マイアー（1999年1月8日 - ）はドイツのサッカー選手。ポジションはMF。FCアウクスブルク所属。

## 経歴
13歳のときに、マンチェスター・シティFCが獲得に興味を示していたがドイツに残り、2017年にヘルタ・ベルリンのトップチームに昇格する。
2020年10月、アルミニア・ビーレフェルトへローン移籍。
2021年8月9日、FCアウクスブルクへ買取オプション付きのレンタル移籍。
2022年5月24日、FCアウクスブルクへ完全移籍し、3年契約（1年延長オプション）を結んだ。。

## 私生活
ヘルタでチームメイトのパルコ・ダルダイとは竹馬の友であり、幼少期には彼の父親でヘルタ監督であるパル・ダルダイと共に休暇を過ごしたりしていた。